# Диффузия нейтронов
Диффузия нейтронов — это хаотическое движение нейтронов в веществе, характеризующееся отношением концентраций. Она аналогична диффузии в газах и подчиняется тем же закономерностям, главной из которых является то, что диффундирующее вещество распространяется от областей с большей концентрацией к областям с меньшей концентрацией. При наличии двух сред нейтроны, попавшие из одной среды в другую, могут в процессе диффузии вернуться в первую среду. Вероятность такого события характеризует способность второй среды отражать нейтроны.
Появляющиеся при ядерных превращениях свободные нейтроны до последующего затем поглощения многократно сталкиваются с атомными ядрами и в каждом столкновении рассеиваются на произвольный угол, что и приводит к хаотическому блужданию в среде, то есть к диффузии. Поскольку сечения ядер малы, а следовательно, велики длины пути между столкновениями, то в процессе диффузии нейтроны перемещаются в веществе на сравнительно большие расстояния. 
Процесс рассеивания нейтронов на ядрах носит статистический характер, поэтому теория, описывающая движение нейтронов в среде, также носит статистический (вероятностный) характер, в ней рассматривается некий средний нейтрон. 
В теории диффузии для объяснения основ часто рассматривается наиболее простейший случай — диффузия моноэнергетических нейтронов, то есть предполагается, что при столкновениях с ядрами нейтроны не изменяют своей энергии, что примерно выполняется только для тепловой области, в которой энергия нейтронов в среднем не меняется, и лишь в отдельных столкновениях может или увеличиваться, или уменьшаться, причём вероятность её возможных значений определяется распределением Максвелла. Диффузию замедляющихся нейтронов, то есть рассеяние с уменьшением энергии, обычно рассматривают в связи с замедлением нейтронов.

## Характеристики траектории

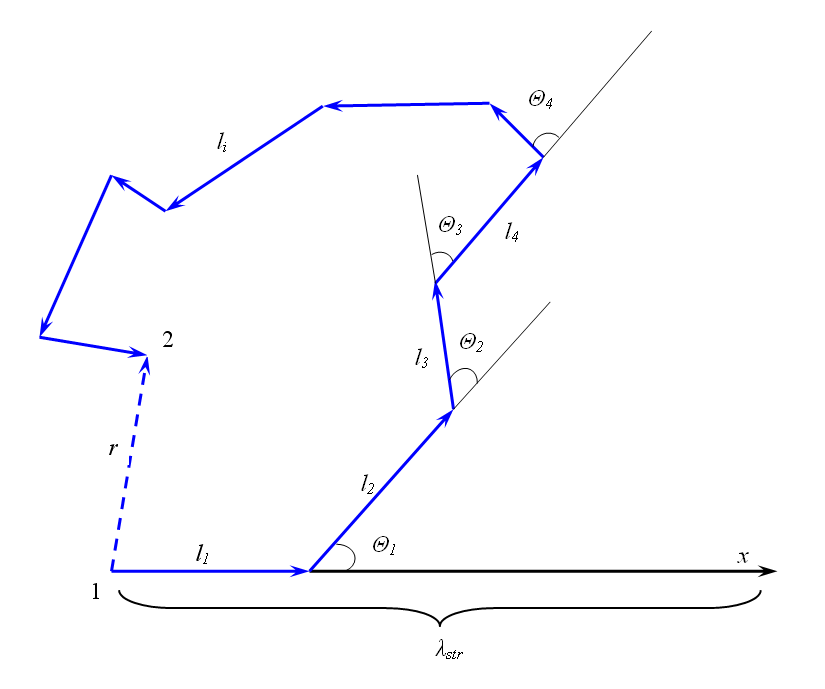
Проекция на плоскость примерной траектории диффудирующего нейтрона.

Если рассмотреть средний нейтрон, движущиеся в среде со скоростью {\displaystyle v}, родившийся в точке 1 и поглотившийся в точке 2, то между столкновениями с ядрами нейтрон проходит отрезки пути {\displaystyle l_{i}}, длины которых различны. Нетрудно понять, что типичная траектория описывается тремя параметрами, средними для большого числа нейтронов (ансамбля): общей длиной траектории, длиной отрезка между двумя последовательными рассеивающими столкновениями и какой-либо угловой характеристикой акта рассеяния, отражающей взаимное расположение отрезков.

### Общая длина
Общая длина траектории называется средней длиной свободного пробега до поглощения и равна:
{\displaystyle \lambda _{a}=\left\langle {\sum _{i=1}^{k}l_{i}}\right\rangle }
Треугольные скобки означают усреднение по ансамблю. Суммирование ведётся по всем отрезкам.
В сильнопоглощающей среде большая часть траекторий состоит из одного отрезка, так как нейтроны чаще поглощаются раньше, чем испытывают хоть одно рассеяние.

### Средняя длина отрезка
Средняя длина отрезка траектории между двумя последовательными рассеяниями называется средней длиной свободного пробега до рассеяния и равна:
{\displaystyle \lambda _{s}=\left\langle {\frac {1}{k-1}}{\sum _{i=1}^{k-1}l_{i}}\right\rangle }
Суммирование ведётся по всем отрезкам, кроме последнего. Усреднение по ансамблю содержит лишь траектории с числом звеньев, большим единицы. В сильнопоглощающей среде основная часть включённых в сумму траекторий состоит из двух звеньев.